# Административное деление Новосибирска

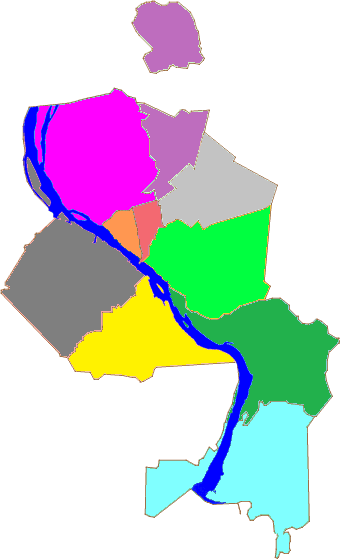
Районы города Новосибирска
Дзержинский
Железнодорожный
Заельцовский
Калининский
Кировский
Ленинский
Октябрьский
Первомайский
Советский
Центральный

Город Новосибирск, административный центр Новосибирской области, разделён на 10 районов (внутригородских территориальных единиц).
В рамках административно-территориального устройства области, Новосибирск является городом областного значения; в рамках муниципального устройства он образует муниципальное образование город Новосибирск со статусом городского округа с единственным населённым пунктом в его составе.
Районы города не являются муниципальными образованиями.

## Районы города
| №  | Район                 | Площадь, км² | Население, чел. (2021) | Код ОКАТО  |
| -- | --------------------- | ------------ | ---------------------- | ---------- |
| 1  | Дзержинский район     | 36,5         | ↘153 688               | 50 401 364 |
| 2  | Железнодорожный район | 8,3          | ↘62 242                | 50 401 368 |
| 3  | Заельцовский район    | 83,0         | ↘148 873               | 50 401 372 |
| 4  | Калининский район     | 46,2         | ↗201 878               | 50 401 373 |
| 5  | Кировский район       | 52,0         | ↗193 808               | 50 401 374 |
| 6  | Ленинский район       | 70,3         | ↗316 728               | 50 401 377 |
| 7  | Октябрьский район     | 57,6         | ↗254 290               | 50 401 379 |
| 8  | Первомайский район    | 71,7         | ↗90 291                | 50 401 382 |
| 9  | Советский район       | 89,2         | ↘135 355               | 50 401 384 |
| 10 | Центральный район     | 6,4          | ↘76 442                | 50 401 386 |

## Микрорайоны и жилищные массивы
Районы города включают исторически сформировавшиеся условно выделяемые микрорайоны, жилищные массивы и посёлки в городской черте. Причём данные условные образования могут одновременно находиться на территории нескольких административных районов (например, Тихий центр находится в Железнодорожном и Центральном районе, а Золотая Нива в Октябрьском и Дзержинском).
Многие микрорайоны или жилые массивы имеют свои наименования, некоторые — более одного. Как правило, одно из наименований — официальное, а второе народное. Например:
- Мира (по основной улице) и Расточка (по сфере деятельности ближайшего предприятия);
- Левые Чёмы (как часть посёлка Чёмский, находящаяся на левом берегу) и ОбьГЭС (по основному предприятию).

Микрорайоны или жилмассивы могут называться:
- по крупному предприятию (Башня, ОбьГЭС, Шлюз, КСМ, Карьер Мочище, Аэропорт),
- по профессиональной деятельности основной части населения (Энергостроителей, Авиастроителей, Академгородок, посёлок Геологов),
- по местоположению по отношению к другим частям города (Юго-Западный, Западный, Тихий Центр, Восточный),
- по географическим особенностям (Нижняя Ельцовка, Плющихинский, Ключ-Камышенское плато, Затулинский),
- по основной улице (Восход, Богдана Хмельницкого, Челюскинский, Шевченковский, Кропоткинский, Гусинобродский, Волочаевский, Палласа, Благовещенский, Фрунзенский, Депутатский, Линейный, Никитинский);
- по близлежащему значимому объекту инфраструктуры (Сад Кирова, Берёзовая Роща, Золотая Нива, Бугринская Роща);
- по историческим названиям (посёлок Северный; Матвеевка; Северо-Чемской; Южно-Чемской; Огурцово).

В пределах городской черты 171 садоводческое объединение общей площадью 4 928 га и числом участков 84 965.
| - Авиастроителей - Академгородок - Аэропорт - Башня - Берёзовая роща - Благовещенский - Богдана Хмельницкого - Ботанический - Бугринская роща - Волочаевский - Восточный (МЖК) - Восход - Горский | - Депутатский - Западный - Затон - Затулинский - Золотая Горка - Золотая Нива - Ипподромский - Карьер Мочище - Кирово - Клюквенный - Ключ-Камышенское плато - Кропоткинский - КСМ - Левые Чёмы (ОбьГЭС) - Линейный | - Матвеевка - Нижняя Ельцовка - Никитинский - Огурцово - Палласа - Пашино - Плехановский - Плющихинский - Посёлок Геологов - Правые Чёмы (Шлюз) - Расточка (Мира) - Радуга Сибири - Родники (6-й микрорайон) - Сад Кирова - Северный - Северо-Чемской - Снегири (5-й микрорайон) | - Соцгород - Станиславский - Сухой Лог - Тихий Центр - Троллейный - Фрунзенский - Челюскинский - Чистая Слобода - Шевченковский - Энергостроителей - Юбилейный (4-й микрорайон) - Юго-Западный - Южно-Чемской - Южный |

## История
В 1896 году в поселке Ново-Николаевском выделялись три части (района): Вокзальный, Центральный и Закаменский. В 1920 году был выделен четвёртый район — Ипподромский. В 1929 году Закаменский район был переименован в Октябрьский.
Постановлением Президиума ВЦИК от 20 октября 1930 года был образован Заобский район Новосибирска. В городскую черту были включены населенные пункты Большое Кривощёково и село Бугры, деревни Вертково, Ерестная, Перово, Малое Кривощеково, Усть-Иня, сельскохозяйственная опытная станция и внеусадебные земли селений Каменское и сельхозкоммуны им. Сырцова.
2 декабря 1934 года Заобский район переименован в Кировский. 29 сентября 1933 года президиум Новосибирского горисполкома принял решение об образовании нового района города — Эйховского (в честь председателя крайисполкома Роберта Эйхе), переименованного в 1938 году в Первомайский. После ликвидации Ипподромского района 20 января 1933 года постановлением ВЦИК был образован Дзержинский район. В августе 1936 года Вокзальный район переименован в Кагановичский район. Центральный район был поделён между Дзержинским и Октябрьским районами.
В конце 1930-х годов в Новосибирске насчитывалось пять районов: Октябрьский, Первомайский, Дзержинский, Заобский, Кагановический.
В 1940 году из части Дзержинского и Кагановического районов был образован Заельцовский район. 19 февраля 1940 года вновь был образован Центральный район.
В 1957 году в соответствии с Указом Верховного Совета РСФСР Кагановический район был переименован в Железнодорожный. 26 марта 1958 года был образован Советский район.
В 1970 году Кировский район разделён на две части — Кировский и Ленинский.
В соответствии с Указом Президиума Верховного Совета РСФСР от 20 октября 1980 года был организован Калининский район за счет части территории Дзержинского района, к которому в 1982 году отошла часть территории Заельцовского района вместе с поселком Пашино.
Таким образом, с 1980 года по настоящее время город разделён на 10 районов.
В 2013 году в рамках местного самоуправления администрации трёх районов (Железнодорожный, Заельцовский и Центральный) были объединены в одну единую Администрацию Центрального округа по Железнодорожному, Заельцовскому и Центральному районам..